# مراء
مرای یا مراء روستایی واقع در بخش مرکزی شهرستان دماوند در استان تهران ایران است.

## موقعیت جغرافیایی
این روستا در طول جغرافیایی ۳۵٫۶۵۱۳ درجه شرقی و عرض جغرافیایی درجه شمالی ۵۲٫۰۱۶۵ قرار گرفته و میانگین ارتفاع آن نسبت به سطح آب‌های آزاد ۱۷۸۸ متر می‌باشد. هسته اولیه این روستا در هر دو طرف دره‌ای واقع شده که رودخانه تاررود در آن جریان دارد.

## مردم
مردم روستای مراء به زبان تاتی و پارسی سخن می‌گویند، مسلمان و پیرو مذهب شیعه جعفری هستند. مردم محلی می گویند به خاطر زیبایی‌هایی که «مراء» در منطقه دماوند دارد، به آن لقب پاریس کوچولوی دماوند را داده‌اند. هنوز تعداد کمی از زنان قدیمی روستا، غذاهای محلی را می پزند. «ترخینه ترش» را با آلوچه درست می‌کنند که شبیه آش است. «خاشِل» را با آرد و آب درست می‌کنند، غذایی شبیه شیربرنج است که روی آن را با عصاره  تمشک و بادمجان تزئین می‌کنند. «بیجیک» نوع دیگری از غذای محلی منطقه است که با سبزی‌های محلی، سیب زمینی و گندم پخته می‌شود که معمولاً در زمستان‌ها استفاده می‌کنند. برای «ته چین گوشت» هم از قسمت گوشت چربی دار بره استفاده می‌کنند و بعد ازآغشته کردن گوشت با ادویه، پودر غوره فراوان و نمک، آن را با برنج و چشم بلبلی مخلوط کرده و به مدت چهار ساعت دم می گذارند.

## آثار تاریخی
در قبرستان این روستا بقاع دو امامزاده معروف به امامزاده دوبرادران یا امامزاده دوبرار وجود دارد که در شمال غربی روستای مراء واقع شده‌اند. این بقاع که مربوط به دو برادر است به صورت دو بنای جدا از هم ساخته شده‌است. پلان هر دو امامزاده هشت ضلعی و دارای گنبدمخروط است. با توجه به سفالهای یاد شده در محل و شواهد معماری، قدمت این دو بنا به دوره ایلخانی یا تیموری می‌رسد. این بقعه‌ها با شماره ۹۰۹۹ در تاریخ ۱۰/۳/۸۲ در فهرست آثار ملی ثبت گردیده‌است.

## جمعیت
این روستا مرکز دهستان تاررود است و براساس سرشماری مرکز آمار ایران در سال ۱۳۸۵، جمعیت آن ۸۱۵ نفر (۲۳۸خانوار) بوده‌است.